# Denis Jurtjenko
Denis Jurtjenko (ukrainska: Денис Юрченко), född den 27 januari 1978, Donetsk, Ukrainska SSR, Sovjetunionen, är en ukrainsk stavhoppare. 
Jurtjenko deltog vid Olympiska sommarspelen 2000 där han blev utslagen redan i kvalet. Vid EM 2002 i München tog han sig vidare till finalen men slutade sexa efter att ha klarat 5,70. Samma höjd och samma resultat blev det vid VM 2003 i Paris. Hans första mästerskapsmedalj vann han när han hoppade 5,70 vid inomhus VM i Budapest 2004 och blev bronsmedaljör.
Han deltog även vid Olympiska sommarspelen 2004 i Aten där han slutade på nionde plats. Under 2005 blev han silvermedaljör vid inomhus EM men vid utomhus VM i Helsingfors misslyckades han att ta sig vidare till finalen. 
Nästa stora framgågn kom när han blev silvermedaljör vid EM inomhus 2007. Vid VM utomhus samma år i Osaka slutade han på en tolfte plats efter att ha klarat 5,66. En framgång blev emellertid Olympiska sommarspelen 2008 där han slutade på tredje plats efter att ha klarat 5,70 meter. 
Han har ett personligt rekord 5,83 från 3 juli 2008 i Kiev och 5,85 inomhus från EM i Madrid 5 mars 2005. Han blev vidare ukrainsk stavhoppsmästare 2002, 2003 och 2008. 
Han tävlar för Dynamo Donetsk samma klubb som världsdrekordhållaren Sergej Bubka tävlade för.
Jurtjenko är med sina 1,75 m en av de kortaste stavhopparna i världseliten.
Jurtjenko är gift med balettdansaren Anna Prochorenko; paret fick en dotter i juni 2008.